# Tănase Scatiu (roman)
Tănase Scatiu este un roman scris de Duiliu Zamfirescu și publicat pentru prima oară sub formă de foileton în perioada noiembrie 1895 - februarie 1896 în revista bucureșteană Convorbiri literare și în volum în 1907 de către Editura Alcalay din București. 
Romanul continuă activitatea principalelor personaje din Viața la țară (1894-1895), fiind cel de-al doilea volum din ciclul Romanul Comăneștenilor ce mai cuprinde încă alte trei volume: În război (publicat în foileton în 1897-1898 și în volum în 1901), Îndreptări (publicat în foileton în 1901-1902 și în volum în 1908) și Anna (publicat în foileton în 1906 și 1910 și în volum în 1911). Primele trei romane au fost publicate în anul 1907 în colecția „Biblioteca pentru toți” a Editurii Alcalay într-un singur volum intitulat Istoria Comăneștenilor, acesta fiind primul ciclu romanesc din literatura română. În august 1911, după apariția volumului Anna, ciclul întreg de cinci romane a fost denumit Romanul Comăneștenilor.
Tănase Scatiu are dimensiuni reduse, fiind un supliment al romanului Viața la țară, împreună cu care formează o unitate epică. Acțiunea se concentrează în jurul personajului titular, incult, bădăran și violent, ce-i întruchipează pe arendașii îmbogățiți care dobândesc o tot mai mare influență în politica românească de la sfârșitul secolului al XIX-lea și se strecoară brutal în clasa boierească.
Primele două romane ale Ciclului Comăneștenilor au fost ecranizate în filmul Tănase Scatiu (1976), regizat de Dan Pița după un scenariu scris de Mihnea Gheorghiu. Rolul titular a fost interpretat de actorul Victor Rebengiuc.

## Rezumat
La scurtă vreme după plecarea din țară a lui Mihai Comăneșteanu, boierul Dinu Murguleț o mărită pe fiica sa, Tincuța, cu fostul arendaș Tănase Scatiu. Căsnicia celor doi este un lung șir de necazuri pentru Tincuța, nevoită să îndure zilnic mojiciile soțului ei. Mama ei, coana Sofița, murise între timp, iar Dinu Murguleț căzuse la pat, bolnav de reumatism. Revăzându-l pe Mihai după câțiva ani, Tincuța își dă seama că-l iubește, lucru remarcat de verișorul ei, Matei Damian, și de soția lui, Sașa. 
Între timp, Tănase Scatiu se mutase cu familia în capitala de județ, luându-l acolo și pe boierul Dinu Murguleț. Devenit om cu stare și implicându-se în diferite combinații politice, Scatiu este ales deputat în trei legislaturi, aflându-se întotdeauna de partea puterii și neavând nicio orientare politică. El îi terorizează pe toți cei din casă, jignindu-i deseori și bătându-și slugile. Martor al suferințelor Tincuței, boierul Dinu Murguleț regretă că a aprobat căsătoria fiicei sale cu un bădăran, plângând și pierderea moșiei Ciulniței. În postul Crăciunului, Tănase Scatiu află că Mihai Comăneșteanu semnase o poliță în alb unui cămătar evreu și vrea să o răscumpere pentru a-l avea la mână pe acesta, dar Tincuța reușește să-l convingă pe cămătarul Isidor să o restituie celui de la care a achiziționat-o. Terorizată de soțul brutal și mitocan și intrigată de aparenta indiferență a lui Mihai, femeia se îmbolnăvește de friguri.
În apropierea Crăciunului sosește în inspecție în oraș ministrul de interne, iar sarcina de a-l găzdui îi revine lui Tănase Scatiu. Cu acel prilej, deputatul organizează o masă mare, terminată după retragerea ministrului într-un zaiafet cu băutură și lăutari. Un grup de țărani din Ciulniței, nemulțumiți de comportamentul despotic al noului stăpân al moșiei, predau ministrului o jalbă în care cer reîntoarcerea boierului Dinu Murguleț pe care-l cereau sechestrat de ginerele său. Ministrul îl cheamă pe Mihai Comăneșteanu, șeful său de cabinet, căruia îi cere să cerceteze plângerea țăranilor și să-l informeze. Mihai se vede cu Tincuța, ambii amintindu-și de zilele frumoase de dinaintea plecării lui la Paris și de făgăduielile pe care și le făcuseră.
La o lună de la vizita ministrului, Tincuța moare din cauza nefericirii. Scatiu se preface îndurerat la înmormântarea ei pentru a fi compătimit și a arăta tuturor că și-a iubit soția. Într-una din zile, pretextând că se duce la baia publică, Dinu Murguleț închiriază o birjă și pleacă la moșie, rugându-i pe țăranii din Ciulniței și Balta să vină la conac. Anunțat, Tănase Scatiu ajunge și el la conac și îl leagă pe bătrân pentru a-l duce acasă. Sania este oprită de țăranii revoltați și furioși care îl linșează pe fostul arendaș. Dinu Murguleț rămâne la conacul părintesc, în timp ce Zoițica, nepoata lui, este trimisă la București pentru a fi crescută în casa Sașei.

## Structură
Romanul Tănase Scatiu are dimensiunile și structura unei nuvele mai ample, fiind împărțit în 12 capitole, care nu au titluri. Acțiunea sa se desfășoară în ultimii ani ai secolului al XIX-lea, pe parcursul a aproape două luni de iarnă mohorâtă, din postul Crăciunului și până în luna ianuarie a anului următor.

## Personaje
- Tănase Sotirescu poreclit „Scatiu” — un fost arendaș mitocan și hoț devenit mare proprietar de pământ, nepot de vătaf, ales deputat în trei legislaturi
- Tincuța — fiica lui Dinu Murguleț și soția lui Tănase Scatiu
- Dinu Murguleț — boier provenit dintr-o familie veche, proprietarul moșiei Ciulniței
- coana Profira („Prohira”) — bătrâna mamă a lui Tănase Scatiu, bolnavă și alcoolică
- Zoițica — fiica Tincuței și a lui Tănase Scatiu
- Matei Damian — nepotul lui Dinu Murguleț, a urmat timp de șapte ani studii de medicină la Napoli
- Alexandrina („Sașa”) Comăneșteanu — administratoarea moșiei Comănești învecinată cu Ciulnițeii, soția lui Matei Damian
- Mihai Comăneșteanu — fratele mai mic al Sașei și fostul iubit al Tincuței, șef de cabinet al ministrului de interne
- Iorgu Nichitachi — deputat liberal, lacom și implicat în mai multe afaceri oneroase
- Haim — negustor evreu,[8] proprietarul dughenei „Cavalerul de modă” din Strada Mare; vrea să construiască în antrepriză spitalul local
- Isidor — zaraf și cămătar evreu, intră în posesia unei polițe semnate în alb de Mihai Comăneșteanu[8]
- Neculai („Nae”) Eftimiu — rudă scăpătată a familiei Murguleț, administrator al moșiei Ciulniței, om delăsător
- Costea — fecior în casa familiei Sotirescu
- Bănică — intendentul viei lui Scatiu
- Aglaia — soția lui Nae Eftimiu
- Lefter — țăran sărac care lucrează pe moșia lui Scatiu
- Stoica — vizitiul bețiv al lui Tănase Scatiu

## Scrierea și publicarea romanului
Duiliu Zamfirescu a scris în perioada 1892-1893 un roman intitulat Viața la țară, publicat sub formă de foileton în perioada iulie 1894 - mai 1895 (nr. 3-8 din 1894 și 1-5 din 1895) în revista bucureșteană Convorbiri literare. Într-o scrisoare din 20 mai 1895 către Duiliu Zamfirescu, reputatul critic Titu Maiorescu lăuda romanul, dar constata că ar avea și lipsuri: „E evident că are părți de o căldură delicată, de o tensiune a interesului, de o frumusețe a descrierilor, care îl fac - în aceste părți - egal cu bunele romanuri occidentale. Dar în privința conducerii unitare a evenimentelor sunt obiecții de făcut”.
Romanul a plăcut scriitorilor colaboratori ai revistei Convorbiri literare și a avut parte de un succes mare la public, atingând în 16 ani un tiraj de 37.000 de exemplare.

### Intenții literare
Succesul romanului și obiecțiile făcute de critici că i-ar lipsi dramatismul l-au determinat pe Duiliu Zamfirescu să scrie o continuare în care să prezinte evenimentele ce au succedat celor din primul roman. Ideea scrierii unui roman care să urmărească viața unor personaje din Viața la țară îi venise autorului mai demult, el scriindu-i de la Bruxelles la 2/14 ianuarie 1893 lui Titu Maiorescu că „e probabil că voiu face, cu protagoniștii din romanul de acum, Viața la Țeară, un al doilea, Viața la Oraș, sau ceva asemenea”. Ideea continuării acțiunii nu s-a pierdut, iar, în perioada cât Viața la țară a fost publicat în foileton, Zamfirescu l-a anunțat iarăși pe critic într-o scrisoare din 14/26 septembrie 1894 că se gândește să scrie o continuare intitulată Viața la oraș.
Punerea în practică a intenției a fost amânată însă până la finalizarea publicării romanului Viața la țară în revista Convorbiri literare. Zamfirescu împărtășea rezervele criticilor cu privire la nefinalizarea unor acțiuni secundare (printre care și revolta țăranilor) și la tratarea prea sumară a unor personaje interesante, afirmând într-o scrisoare din 9/21 iunie 1895 că-și dorește să corecteze aceste lipsuri și să dezvolte subiectul cărții într-o continuare căreia îi schimbase numele din Viața la oraș în Tănase Scatiu, în care urma să prezinte viața Tincuței cu Tănase Scatiu și pe un plan secundar relația ei cu Mihai Comăneșteanu, precum și într-o a doua continuare intitulată Poetul (sau Un poet) în care personajul principal urma să fie tânărul Mihai Comăneșteanu, îndrumat în viață de învățăturile primite în copilărie de la baciul Micu.
„Rezervele d-Voastre, cu privire la desfășurarea lăturalnică a caracterelor secundare, le împărtășesc și eu, ba încă atât de mult le împărtășesc încât am început să lucrez la ridicarea lor: d-l Negruzzi știe de mult de planurile mele machiavelice de a scrie o urmare la V. la ț. care, atunci, trebuia să se cheme Viața la oraș, iar acum se chiamă Tănase Scatiu. E vorba tocmai de Tincuța, de Mihaiu (în parte) și de mitocanul de Scatiu, devenit om grozav. Am să judec pe pârliții de arendășei, ajunși bogați, deveniți factori politici, falși în întâia și a 2-a generație”, îi scria el lui Maiorescu, dezvăluindu-și intenția de a prezenta detaliat și subiectiv conflictul social între clasa boierească și burghezia în plină formare.

### Scrierea și publicarea romanului
Romanul Tănase Scatiu a fost scris în 1895 la Roma, unde autorul îndeplinea funcția de secretar al Legației Române. Scrierea urma să poarte inițial titlul Viața la oraș, dar autorul a decis să-l schimbe pentru a plasa atenția asupra personajului principal. Zamfirescu scria cu pasiune prin septembrie 1895, având scrise în acea vreme 80 de pagini îndesate; conflictul dintre țărani și arendași urma să se finalizeze în noul roman, iar autorul afirma că el îi vedea pe țărani interesanți doar ca o masă colectivă, refuzând să-i individualizeze ca „țărani de carnaval” ca Ioan Slavici și „ființe histerice și românești” ca I.L. Caragiale. Finalul violent al romanului i-a fost inspirat autorului de o întâmplare reală prezentată într-un articol din România liberă.
Scrierea romanului a fost finalizată la Roma la începutul lui octombrie 1895, iar autorul l-a trimis Mariei Negruzzi pentru a fi publicat. Romanul a fost publicat pentru prima oară sub formă de foileton în perioada noiembrie 1895 - februarie 1896 (nr. 11-12 din 1895 și 1-2 din 1896) în revista bucureșteană Convorbiri literare și în volum în 1907 în colecția „Biblioteca pentru toți” a Editurii Alcalay din București.
Criticul Titu Maiorescu, unul din primii săi cititori, a afirmat că i-a plăcut noul roman, menționând că „situația și caracterele sunt clare și interesante” și găsind asemănări între Tănase Scatiu și unii oameni politici și de cultură din România (într-o scrisoare din 6/18 noiembrie 1895). Tot el i-a reproșat autorului că exprimarea lui Tănase Scatiu este prea mitocănească.

## Teme principale

### Conflictele sociale și creșterea nemulțumirilor țărănești
Formația sa ideologică de junimist l-a îndreptat pe autor spre romanul social, fiind prezentat conflictul ce opune două clase sociale: boierii de viță veche reprezentați de Dinu Murguleț, iubitor a pământului și a țărănimii, și burghezia rurală (arendașii lacomi și dornici de înavuțire) reprezentată de Tănase Scatiu și coana Profira, care nu are sentimentul apartenenței față de pământ și îi exploatează pe țărani pentru a obține cât mai mult profit.
Scriitorul credea în rolul istoric al boierimii autohtone, care a păstrat și transmis urmașilor cele mai înalte virtuți morale ale neamului românesc. Personajele romanului întruchipează astfel de principii morale: Dinu Murguleț este boierul vechi, dușman al reformelor sociale, în timp ce Tănase Scatiu este sluga parvenită prin lăcomie și hoție, un intrus care tulbură armonia socială. Satirizarea arendașului parvenit este „serioasă și justificată pe deplin”, aprecia Garabet Ibrăileanu, pentru că neamul său are un comportament primitiv și este dăunător evoluției societății („Tanasă Scatiul și neamul lui e rău și primejdios. E încă gorilă”).
Jefuiți și maltratați de Tănase Scatiu, țăranii se revoltă și, după ce nu-și obțin dreptatea de la instituțiile statului, atacă sania moșierului și-l linșează pe acesta într-o scenă ce prefigurează revoltele țărănești din romanul Răscoala (1932) al lui Liviu Rebreanu. Uciderea nelegiuitului arată optimismul autorului în biruința boierimii și a dreptății: „Iar conu Dinu rămase să trăiască mai departe, olog și singur, însă stăpân ca mai înainte pe pământ, pe pământul care-i fusese atât de drag, în care se născuse, pe care trăise și în care avea să se odihnească pe veci, cu credință că acolo îi va fi bine, că în această γη-μήτηρ va găsi, ca cei vechi, nemurire, răsplată și pedeapsă”.

### Arivismul și lipsa de scrupule a parveniților
Întreaga acțiune a romanului îl are în centrul său pe fostul arendaș Tănase Scatiu, urmărit în relațiile cu cei din jurul său. Dacă Viața la țară este o frescă a societății românești contemporane, romanul următor realizează portretul arendașului îmbogățit, al parvenitului care urcă pe scara socială, dobândind funcții în conducerea statului.
Personajul are parte de un portret psihologic îngroșat, fiind caricaturizat de autor care disprețuia această clasă socială. El este ambițios și harnic, dar incult, bădăran și meschin. Mitocănia sa iese permanent la iveală, deoarece personajul nu știe cum să poarte în mediul social înalt în care a pătruns ca urmare a îmbogățirii sale. Lipsa lui de cultură se relevă prin limbajul vulgar pe care îl folosește; el își dă seama de lipsurile sale, iar complexul de inferioritate creat de originea sa umilă și de lipsa lui de cultură îl face să se comporte tiranic în relațiile cu soția și cu socrul său. Alte personaje secundare (Nichitachi, Bănică, Haim) completează imaginea unei societăți populate de ariviști lacomi și lipsiți de scrupule.
Tănase Scatiu se remarcă prin vitalitatea rudimentară evidențiată în momentele de mânie, în dansul chindiei de la zaiafetul organizat cu ocazia primirii ministrului sau în gesturile exagerate de durere exhibate la înmormântarea Tincuței. Liniștit și lucid, el își arată caracterul meschin atunci când își trimite sluga să ia pe ascuns pielea armăsarului Forgaș, pe care îl împușcase mai înainte, sau când îl îngrijorează, la priveghi, curgerea seului de la lumânări pe covor. Tănase Scatiu este singurul personaj autentic al romanului, celelalte personaje fiind descrise prea superficial. Dinu Murguleț este creionat ca un personaj neputincios, în timp ce prezența Tincuței este una palidă, ea refugiindu-se într-o viață interioară în care stăruie amintirea iubirii din tinerețe pentru Mihai Comăneșteanu.
Finalul violent al romanului este în concordanță cu caracterul personajului principal, stăpânul violent fiind sfâșiat de țărani. Arivistul Tănase Scatiu este un succesor „inferior sufletește” al lui Dinu Păturică, eroul romanului Ciocoii vechi și noi al lui Nicolae Filimon, anticipând demagogia sentimentală a lui Stănică Rațiu din Enigma Otiliei.
Criticul Pompiliu Constantinescu a formulat o opinie separată, afirmând că pe primul plan nu se află ascensiunea ciocoiului, ci mai degrabă drama Tincuței, fata naivă ce trece de la idila adolescentină cu Mihai Comăneșteanu la suferința ei mută și aspră ca victimă a bădărăniei lui Tănase Scatiu.

### Imaginea peiorativă a evreilor
Mediul social evreiesc din secolul al XIX-lea, cu problematica sa aparte, este descris într-un mod simplist și stereotip în romanul Tănase Scatiu. La fel ca și alți scriitori români ai vremii sale, Duiliu Zamfirescu perpetuează prejudecățile rasiale la adresa evreilor, descriindu-i ca persoane lacome și murdare, cu un comportament de parazit. Astfel, doi părtași la ascensiunea socială a fostului arendaș Tănase Scatiu sunt negustorul evreu Haim, care voia să obțină antrepriza construirii spitalului orășenesc, și zaraful evreu Isidor, care preluase o poliță în alb semnată de Mihai Comăneșteanu și intenționa să o vândă mai departe.
Tincuța merge la comptuarul lui Isidor, care are aspectul unei dughene clasic de cămătar, și încearcă să-l înduplece să o restituie celui de la care a achiziționat-o pentru a nu fi cumpărată de Tănase Scatiu și speculată împotriva familiei Comăneșteanu. Înduioșat de rugămințile Tincuței, bătrânul zaraf acceptă să restituie polița, renunțând astfel la obținerea unui câștig, apoi devine brusc sentimental și-i mărturisește femeii că băiatul său, care îl convinsese să cedeze, urmase cursurile Școlii de Comerț din București „ca să devie bun «rumun»” și nu avea un suflet de „jidan”, ci un suflet bun ca al răposatei sale mame.

## Aprecieri critice
Analizând începuturile romanului românesc, criticul Zigu Ornea considera că Viața la țară și Tănase Scatiu sunt singurele scrieri „cu adevărat, rezistente” ale lui Duiliu Zamfirescu, în timp ce În război ar fi „un semieșec”, iar Anna și Lydda „eșecuri totale”. Pentalogia romanescă a lui Duiliu Zamfirescu este durabilă prin monumentalitatea sa și prin faptul că este precursoarea romanului ciclic românesc după cum o considera Pompiliu Constantinescu. Potrivit lui Nicolae Iorga, „romanele lui [Zamfirescu n.n.] nu prezintă totdeauna o concepție, dar au meritul de a cuprinde în ele icoana unei părți din societatea românească de pe vremea războiului de la 1877. Aceasta este epoca pe care el o cunoaște mai bine”.
Tănase Scatiu a fost considerat de criticii literari ca un „complement dramatic” al romanului Viața la țară, înlocuind lirismul primului roman al ciclului cu episoade cu un ritm dinamic, precum și cu o analiză psihologică subtilă a unei tipologii umane. Romanul se remarcă prin observația atentă și prin rafinamentul analizei, în timp ce scena violentă din final are „nerv și concentrare”. Tematica transferului de clasă descinde, potrivit lui Șerban Cioculescu, din Ciocoii vechi și noi, romanul zamfirescian denunțând procesul istoric de ascensiune socială a arendașului arivist în paralel cu decăderea clasei marilor proprietari rurali.
Criticul George Călinescu îl considera prea scurt, acțiunea devenind astfel fugitivă și concentrată aproape exclusiv pe caricaturizarea personajului principal, descris cu ură, dar totuși plin de viață. Cu toate acestea, existența unor scene subtile sau viguroase precum cele care demonstrează senilitatea lui Dinu Murguleț sau uciderea de către țărani a lui Scatiu transformă romanul într-o scriere literară memorabilă. „Precipitarea, ritmul gâfâit din al doilea roman al ciclului contrapunctează energic bucolica desfășurare din Viața la țară. Lumea satului rămâne doar un element de fundal”, completează Ioan Adam.

## Traduceri
Romanul Tănase Scatiu a fost tradus în limbile maghiară (Tănase Scatiu, în vol. Falusi életképek. Tănase Scatiu. Két kisregény, Editura pentru Literatură, București, 1965; traducere de Béla Jánky; reeditată de Editura Kriterion din București în 1989), germană (Tănase Scatiul, în vol. Das Leben auf dem Sande; Tănase Scatiul; Im krieg, Editura pentru Literatură, București, 1967; traducere de Thea Constantinides), rusă (Tănase Skatiu, în vol. V derevne; Tănase Skatiu; Na vojne, Hudojestvennaja literatura, Moscova, 1988; traducere de S. Marheva) și bulgară (Tanase Skatiu, în vol. Jivot na selo; Tanase Skatiu; Na voina, Avangard print, Ruse, 2016; traducere de Ognean Stamboliev).

## Adaptări

### Ecranizare
Romanele Viața la țară și Tănase Scatiu au fost ecranizate de regizorul Dan Pița, după un scenariu scris de Mihnea Gheorghiu, în filmul Tănase Scatiu ce a avut premiera la 25 octombrie 1976. Filmările principale au avut loc în perioada 23 iunie - 4 septembrie 1975 la Constanța, Golești, Mogoșoaia și Coțofenii din Față, iar unele completări au fost executate în aprilie 1976 la Ciocănești. Filmul a purtat titlurile intermediare Zodia leului și Neamul Comăneștenilor și are o durată de 120 de minute. Rolurile principale au fost interpretate de Victor Rebengiuc (Tănase Scatiu), Eliza Petrăchescu (coana Profira), Vasile Nițulescu (Dinu Murguleț), Ioana Ciomârtan (coana Diamandula), András Csiky (Matei Damian; dublat de George Oancea), Cătălina Pintilie (Sașa; dublată de Valeria Seciu), Dan Nuțu (Mihai Comăneșteanu), Cristina Nuțu (Tincuța; dublată de Mariana Mihuț), Rodica Tapalagă (Aglaia), Carmen Galin (surdomuta Sița), Corina Constantinescu (Sofia), Mitică Popescu (Lefter) și Dorel Vișan (Nichitache).
Criticii de film au evidențiat calitățile filmului (fluența istorisirii epico-lirice, omogenitatea și coerența vizuală, decorurile și costumele de „fin de siècle” și interpretările actoricești), precizând însă că filmul păstrează „aspectul idilic, desuet-nostalgic al romanelor lui Duiliu Zamfirescu”, dar pune accentul pe conflictele sociale de la sfârșitului secolului al XIX-lea între boieri și arendași și între boieri și țărani, cu un deznodământ tragic și grotesc. Criticul Tudor Caranfil considera că Tănase Scatiu este „un film baroc, cu pretenții de frescă socială, dar încremenit în căutări de stil, care încearcă o raportare la plastica și costumele epocii”.
Domeniul de interes al filmului este deplasat de cineast de la universul rural descris de Duiliu Zamfirescu la personajul Tănase Scatiu, simbol al parvenitismului, vulgarității, lăcomiei, perfidiei și violenței. Regizorul insistă pe lăcomia parveniților și pe vinovăția moșierilor de viță veche, prezentând declinul unei clase sociale față de care nu se simte nicio urmă de nostalgie. Interpretările cele mai apreciate sunt cele ale lui Victor Rebengiuc (care combină cumpătarea gesturilor mărunte cu „o sălbatică și vitală erupție de josnicie”) și Eliza Petrăchescu (care „pune masca șireteniei senile pe chipul mamei lui Tănase Scatiu”).
Tănase Scatiu a obținut mai multe premii ale Asociației Cineaștilor din România pe anul 1976: premiul pentru regie (Dan Pița; ex aequo cu Mircea Veroiu pentru Dincolo de pod), premiul pentru imagine (Nicolae Mărgineanu; ex aequo cu Călin Ghibu pentru Dincolo de pod), premiul pentru interpretare feminină (Rodica Tapalagă, pentru rolul Aglaia), premiul pentru interpretare masculină (Victor Rebengiuc; ex aequo cu Amza Pellea pentru rolul Manlache Preda din Osînda) și premiul pentru scenografie (Lidia Luludis, pentru costumele de la acest film).

### Teatru radiofonic
Romanul a fost dramatizat de Iosif Petran pentru Teatrul Național Radiofonic, fiind realizat în 1967 un spectacol de teatru radiofonic cu o durată de 95 de minute în regia artistică a lui Mihai Zirra. Spectacolul a avut următoarea distribuție: Ștefan Mihăilescu-Brăila (Tănase Scatiu), Nicolae Neamțu-Ottonel (Dinu Murguleț), Adela Mărculescu (Tincuța), Maria Voluntaru (Profira), Mihai Pălădescu (Nae Eftimiu), Ion Siminie (Iorgu), Nicolae Botez Luchian (Stoica), Mircea Constantinescu (bancherul), Sabin Făgărășanu (Lefter), Camelia Stănescu (Zoițica), Iulian Necșulescu (ministrul), Stamate Popescu (Mihai), Ion Gheorghiu (doctorul), Tamara Vasilache (Marița), Sorin Balaban, Sorin Gabor, Alexandru Azoiței ș.a. Echipa tehnică a fost alcătuită din Ion Prodan (regia de studio), Mihai Roman (regia muzicală) și ing. Flavia Cosma (regia tehnică). Reprezentația teatrală a fost difuzată în premieră în perioada 11–16 iunie 1967.